# الیور بارت
الیور بارت (انگلیسی: Oliver Barth؛ زادهٔ ۶ اکتبر ۱۹۷۹) بازیکن فوتبال اهل آلمان است.
از باشگاه‌هایی که در آن بازی کرده‌است می‌توان به باشگاه فوتبال فرایبورگ، باشگاه فوتبال وی‌اف‌آر آلن، و باشگاه فوتبال فورتونا دوسلدورف اشاره کرد.